# Graphiocephala
Graphiocephala is een geslacht van vlinders uit de familie mineermotten (Gracillariidae).
Het geslacht omvat volgende  soorten:
- Graphiocephala barbitias (Meyrick, 1909)
- Graphiocephala polysticha Vári, 1961
- Graphiocephala strigifera Vári, 1961